# Péninsule de Kola
La péninsule de Kola ou presqu'île de Kola (en russe : Кольский полуостров, Kolski polouostrov) est une péninsule située au nord de la Russie européenne, à l'intérieur du cercle arctique. Elle est entourée à l'ouest par la Finlande (du golfe de Kola au golfe de Kandalakcha), au nord par la mer de Barents et à l'est et au sud par la mer Blanche.

## Géographie
La péninsule couvre une superficie de 100 000 km2 et correspond approximativement à l'oblast de Mourmansk.

### Géographie physique
La côte nord est escarpée et élevée, la côte sud est plate. On trouve deux chaînes montagneuses dans l'ouest de la péninsule, le massif des Khibiny et le massif du Lovozero (1 120 m d'altitude). C'est dans la partie centrale de la péninsule, que se situe la ligne de partage des eaux des hauteurs de Keïvy.
Cette péninsule est également une ancienne zone de stockage des déchets radioactifs provenant des activités nucléaires de l'ex-URSS. Son abandon après la chute du bloc communiste et son délabrement constaté en 2000 par l'AIEA en font une des plus grandes zones contaminées d'Europe
On y trouve aussi le forage sg3, le forage le plus profond du monde, creusé par les Soviétiques, et la base aérienne de Severomorsk-3.

### Flore et faune

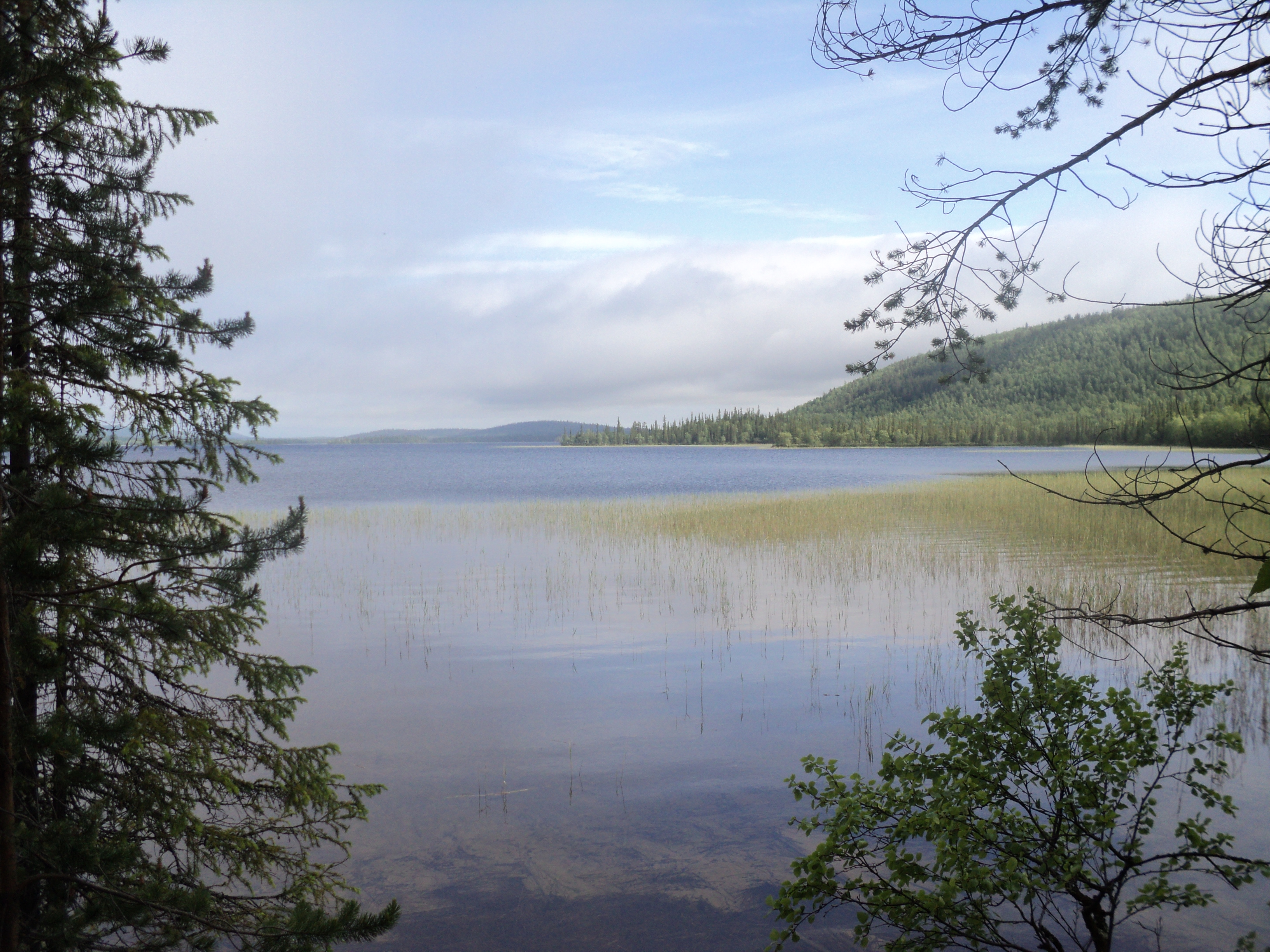
Lac de Ioumas.

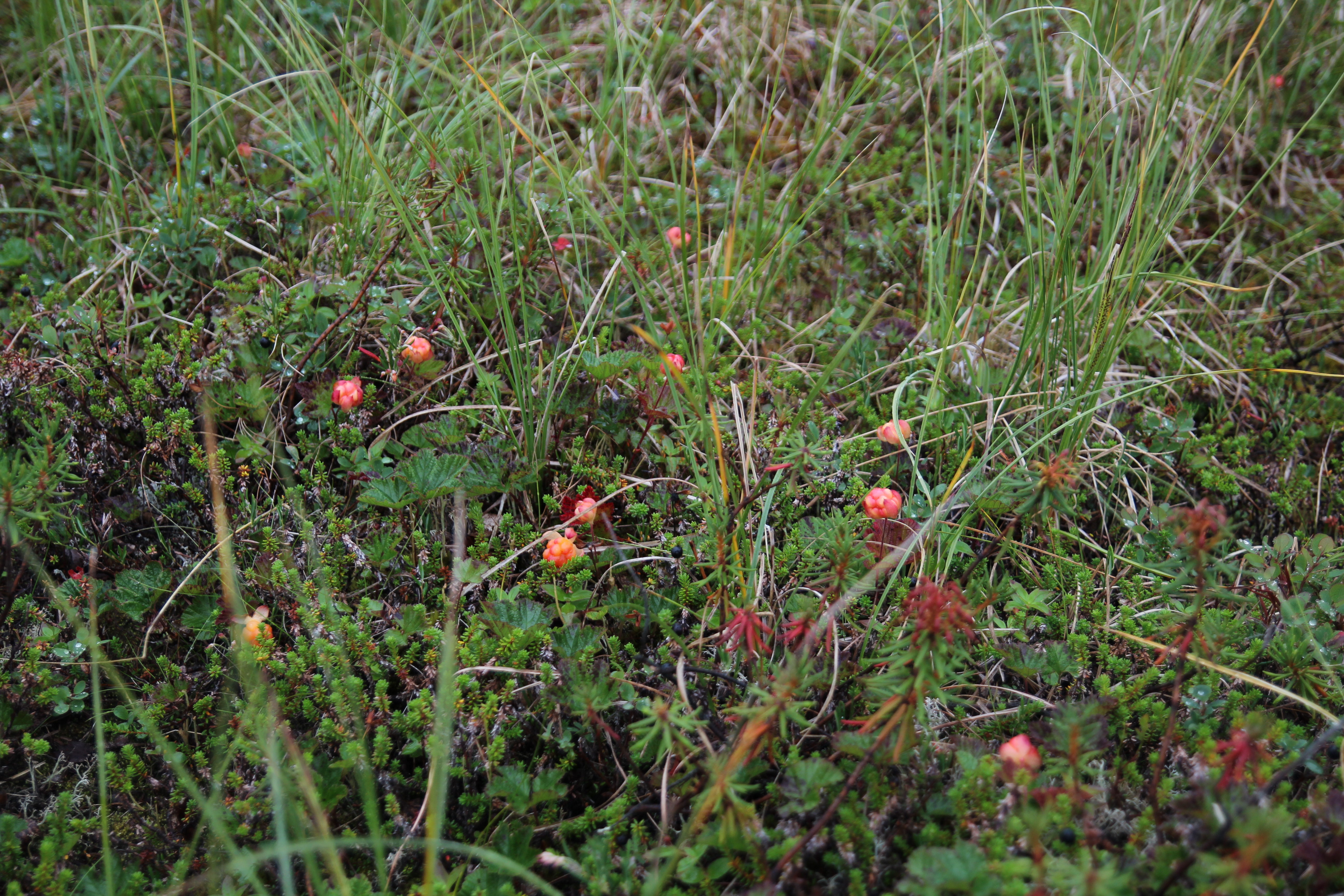
Buisson de plaquebière dans la région de Mourmansk.

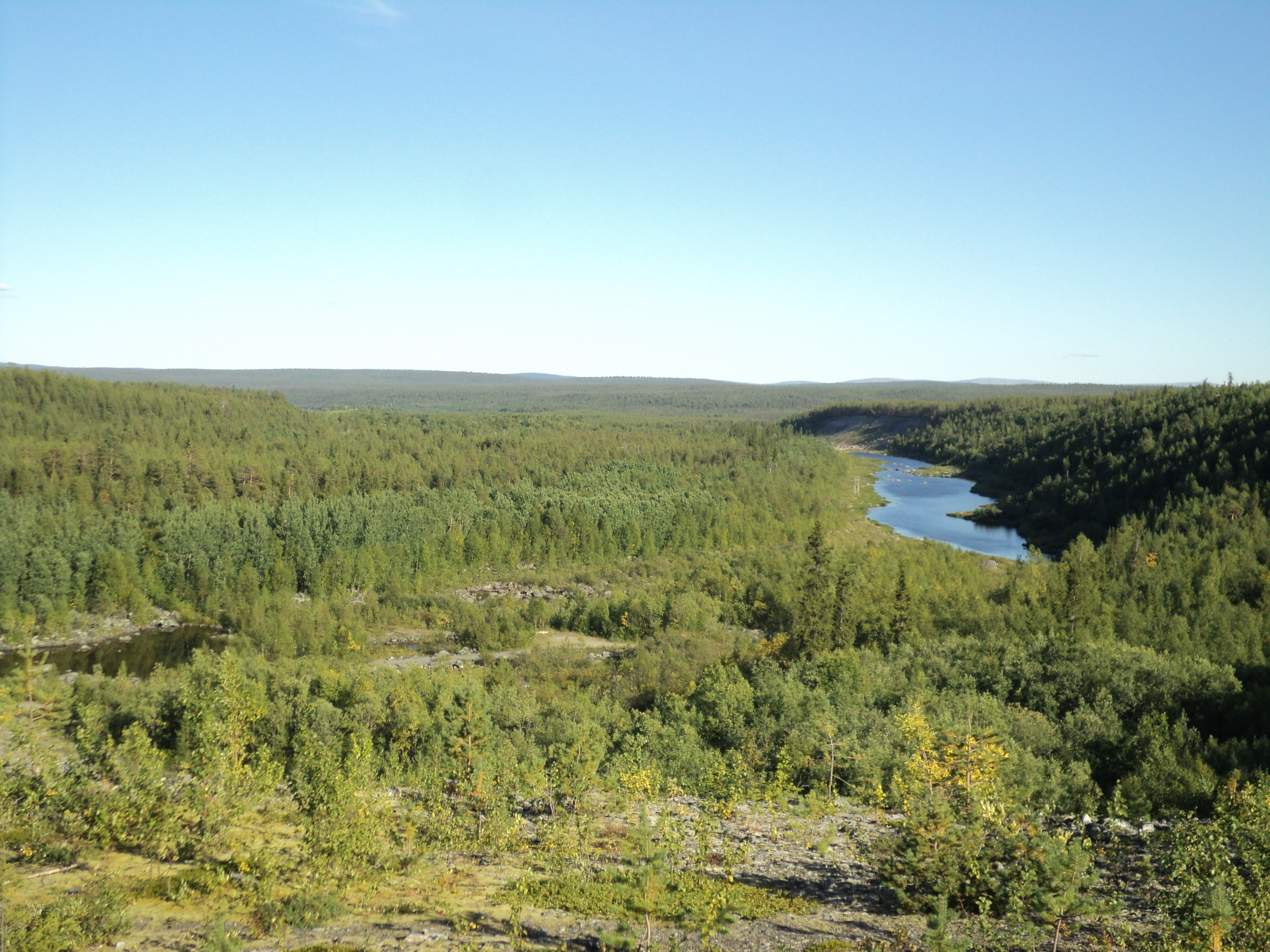
Vallée de la Touloma.

Presque toute la péninsule est recouverte par la toundra, avec une immense toundra forestière ; on ne retrouve une végétation de taïga qu’au sud. Les arbres du nord de la région sont presque toujours nains (bouleau et tremble). L'épinette pousse bien, et l’on peut trouver des conifères. La toundra est surtout tapissée de mousses et de lichens, avec des buissons de baies, comme l'airelle, la plaquebière (mûre des marais), la myrtille des marais, l’airelle rouge, ou la canneberge.
La faune est assez pauvre : la faune aquatique est plus variée que la faune terrestre. Au total, trente-deux espèces de mammifères et jusqu'à deux cents espèces d'oiseaux habitent la péninsule. On y observe toutefois nombre de renards, martres, gloutons arctiques, ou belettes. Les renards polaires, loups et ours bruns peuvent se rencontrer. Les élans et rennes sont répandus et les écureuils et lemmings fort nombreux. Les visons et les castors ont été réintroduits dans les années 1930 et ne sont plus rares.
Les côtes sont propices aux harengs, morues, bars, flétans, et aux plies ; les lacs et les cours d'eau – fort nombreux – sont riches de truites, saumons, corégones, ombres, et toute sorte de poissons nordiques, ainsi qu'en grande quantité de brochets et de perches.
Parmi les oiseaux, la région accueille le lagopède, le harfang des neiges, la gélinotte et le grand tétras. À l'abri dans les forêts du sud, vivent les mésanges, les bouvreuils et les jaseurs. Il y a beaucoup de goélands, de sternes et d'autres oiseaux marins.

### Réserves naturelles
Il existe dans la région plusieurs réserves naturelles ou parcs naturels :
- Réserve de Laponie ;
- Réserve naturelle de Kandalakcha (qui se trouve aussi en Carélie) ;
- Territoire du jardin botanique polaire et alpin de Kirovsk, le plus septentrional du monde.

C'est dans cette région que sont chassés les mustélidés dont le poil sert aux pinceaux appelés « martre Kolinsky », connus pour leur qualité exceptionnelle et leur prix très élevé[réf. souhaitée].

## Démographie
Jusqu'aux années 1800, la péninsule de Kola était extrêmement peu peuplée, avec seulement 5 200 habitants en 1858. En 1868, le gouvernement russe a créé des incitations à la colonisation et non seulement des Russes, mais aussi des Finlandais, des Norvégiens et des Caréliens ont déménagés dans la péninsule. Au recensement de 1897, 9 291 personnes ont été dénombrées dans la péninsule de Kola, dont : 63 % Russes, 19 % Sami (Lapons), 11 % Finnois et 3 % Caréliens.
En 1913, environ 13 000 à 15 000 personnes vivaient dans la péninsule, principalement le long des rives. Cependant, la découverte des vastes gisements de ressources naturelles et les efforts d'industrialisation ont conduit à une croissance démographique explosive à l'époque soviétique. En 1970, la population de la péninsule était d'environ 799 000 habitants. La tendance s'est inversée dans les années 1990, après la dissolution de l'Union soviétique. La population de l'ensemble de l'oblast de Mourmansk est passée de 1 150 000 en 1989 à 890 000 en 2002, et à 795 000 en 2010.
Au recensement de 2010, la population était composée principalement de Russes (89 %), d'Ukrainiens (4,8 %) et de Biélorusses (1,7 %). D'autres groupes notables comprennent les Komi (~ 1 600 habitants), les Samis (~ 1 600) et les Caréliens (~ 1 400). Le peuple autochtone sami est principalement concentré dans le district de Lovozero.

## Galerie

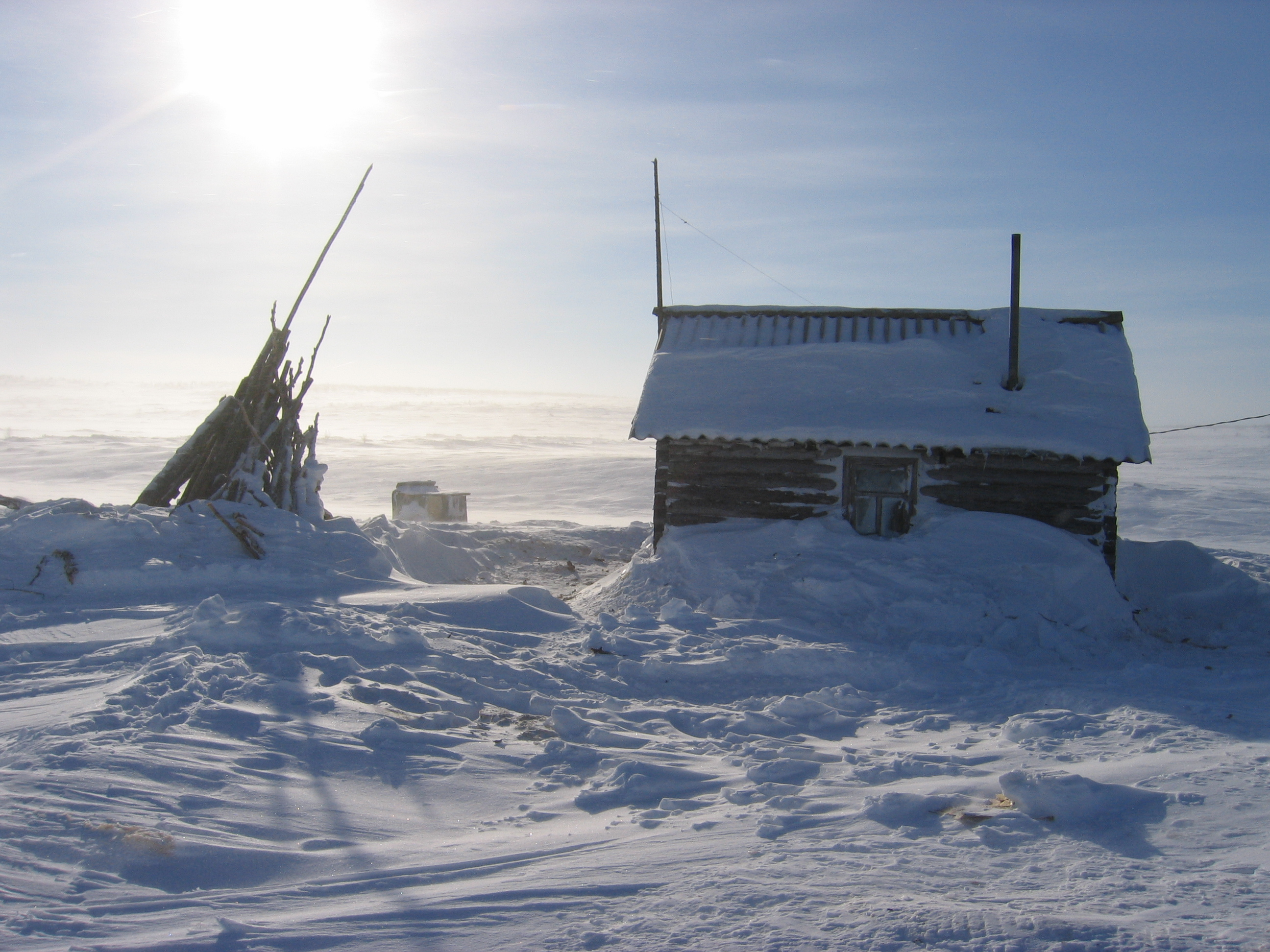
Refuge d'un éleveur de rennes dans la toundra.
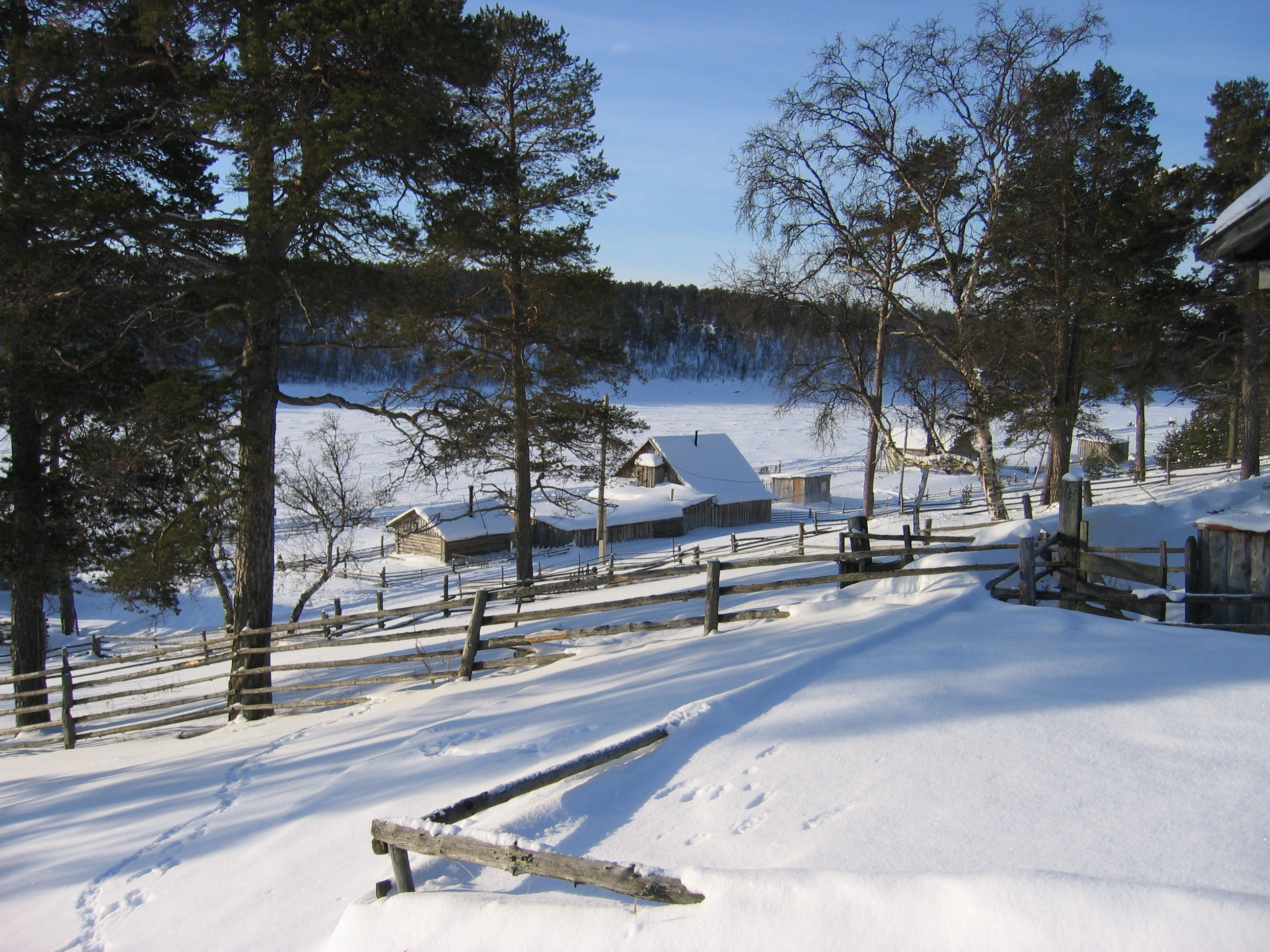
Près du village de Kanevka, dans le raïon de Lovozero.
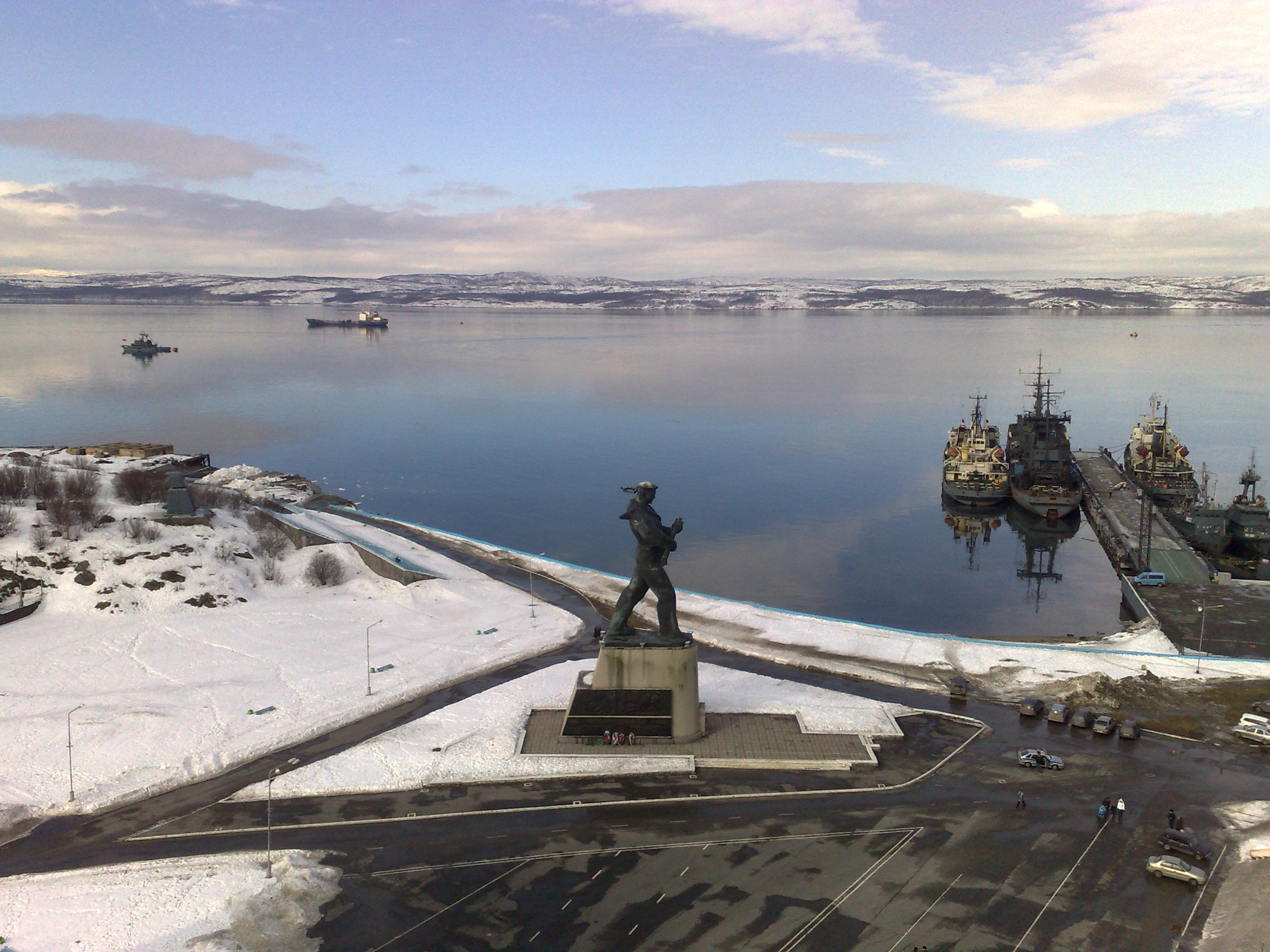
Place et quais à Severomorsk.
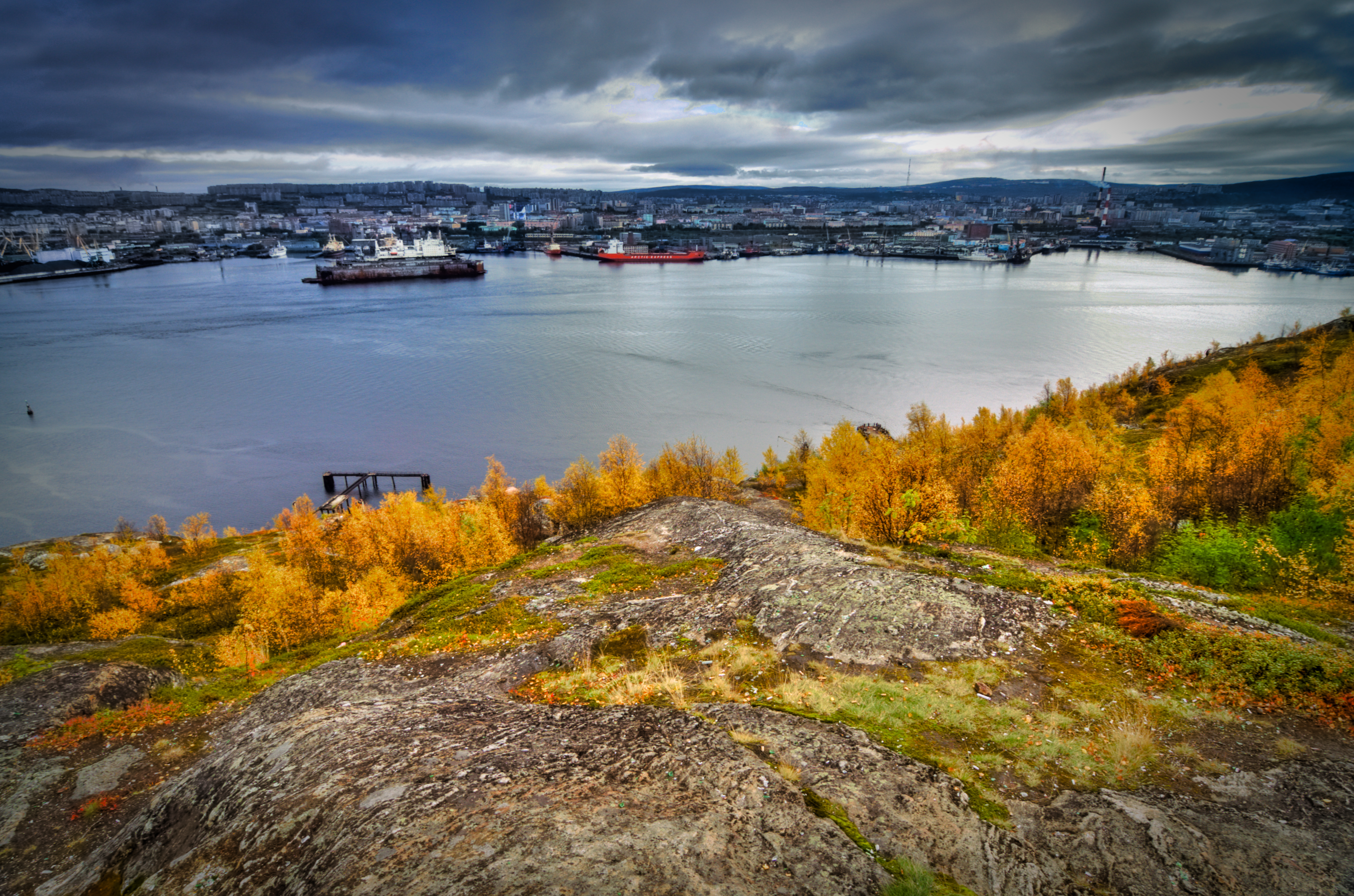
Baie de Kola.
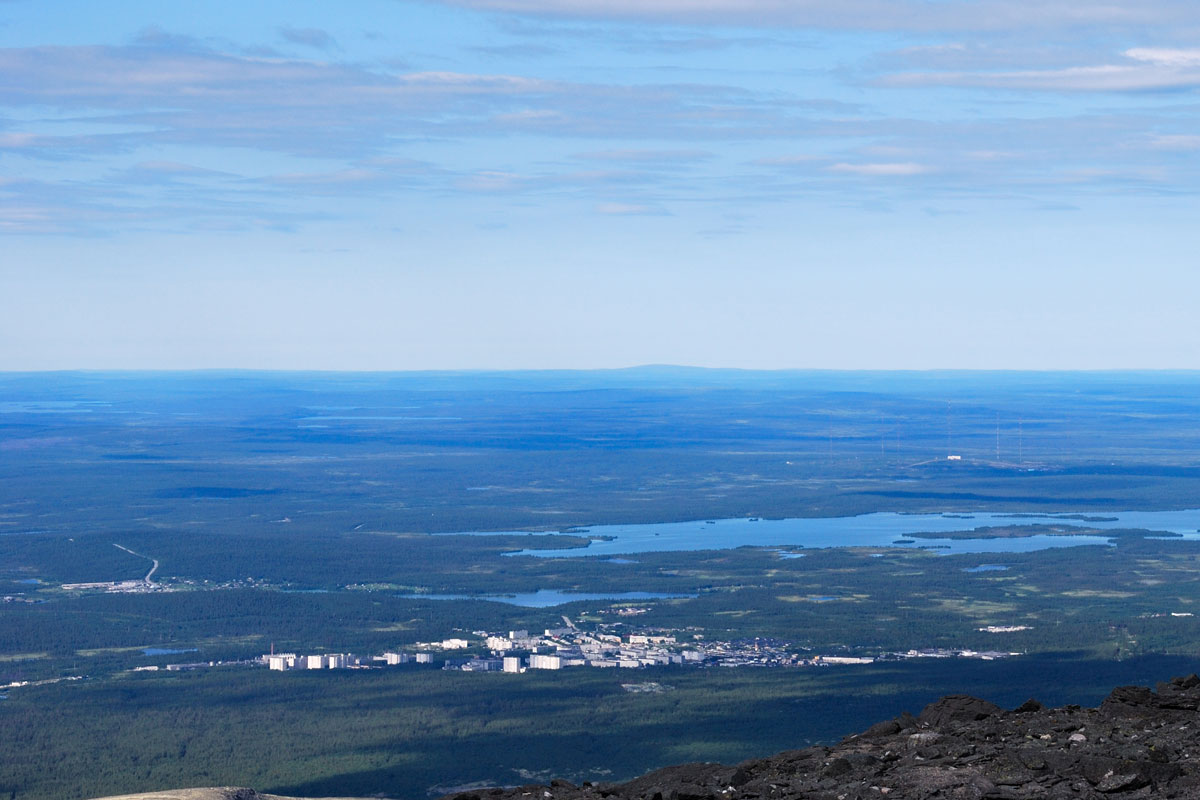
Vue de la toundra autour de Revda.
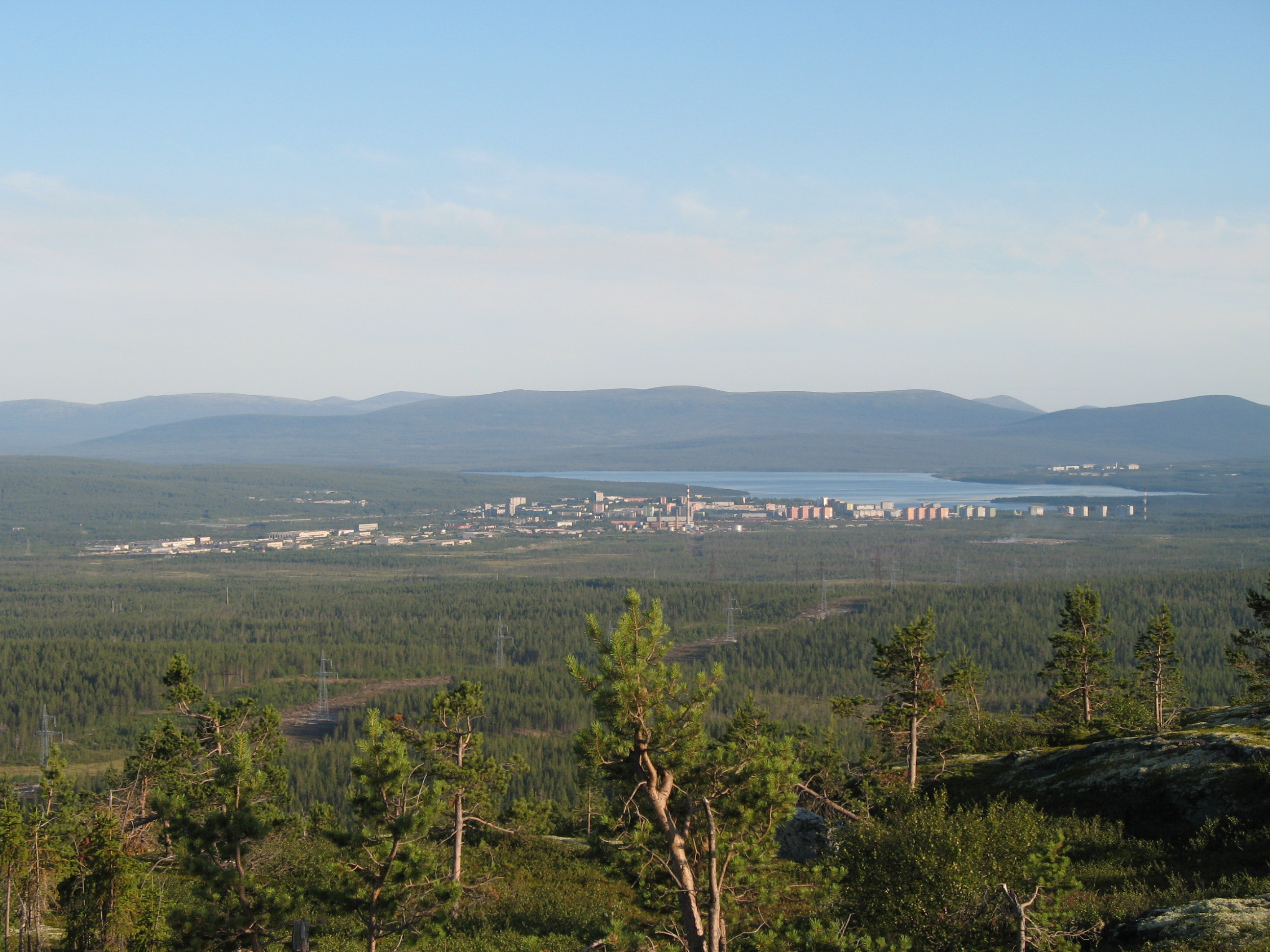
Panorama de Poliarnye Zori.
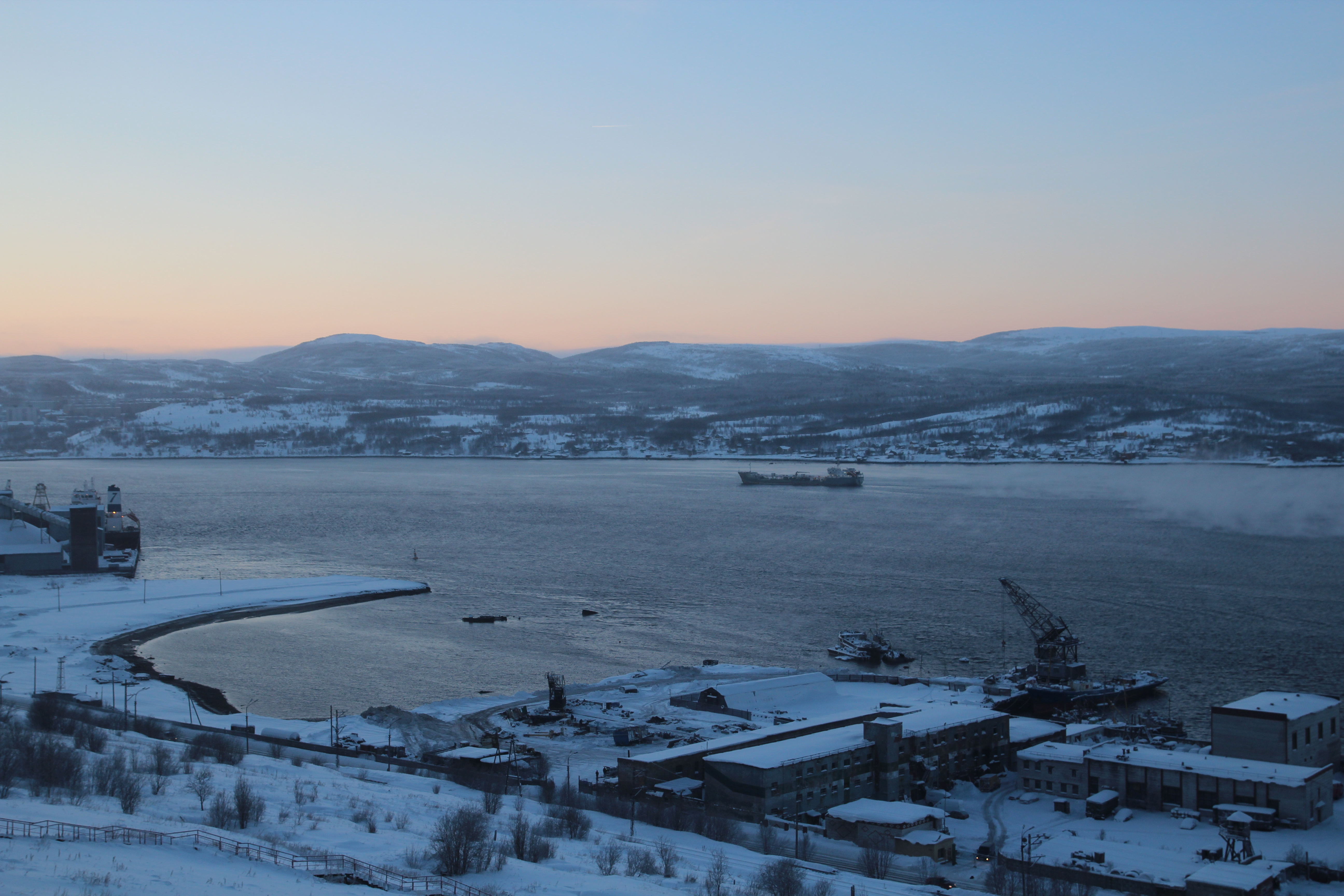
Vue du baie de Kola près de Jdouchtchia.